# Dorothy Manley
Dorothy Gladys Manley, coniugata Hall e, successivamente, Parlett (Londra, 29 aprile 1927 – Londra, 31 ottobre 2021), è stata una velocista britannica.

## Biografia
Nel 1948 vinse la medaglia d'argento nei 100 metri piani ai Giochi olimpici di Londra, dove si piazzò anche al quarto posto nella staffetta 4×100 metri con Muriel Pletts, Margaret Walker e Maureen Gardner.
Nel 1950 prese parte ai Giochi dell'Impero Britannico dove conquistò la medaglia d'argento nella staffetta 660 iarde con Doris Batter, Margaret Walker e Sylvia Cheeseman, e quella di bronzo nella staffetta 440 iarde con Margaret Walker e Sylvia Cheeseman. Lo stesso anno partecipò ai campionati europei di atletica leggera portando a casa la medaglia di bronzo nei 200 metri piani e il titolo europeo nella staffetta 4×100 metri con Eileen Hay, Jean Desforges e June Foulds.

## Palmarès
| Anno | Manifestazione                | Sede      | Evento                | Risultato | Prestazione | Note |
| ---- | ----------------------------- | --------- | --------------------- | --------- | ----------- | ---- |
| 1948 | Giochi olimpici               | Londra    | 100 metri             | Argento   | 12"2        |      |
| 1948 | Giochi olimpici               | Londra    | Staffetta 4×100 metri | 4ª        | 48"0        |      |
| 1950 | Giochi dell'Impero Britannico | Auckland  | Staffetta 660 iarde   | Argento   | 1'17"5      |      |
| 1950 | Giochi dell'Impero Britannico | Auckland  | Staffetta 440 iarde   | Bronzo    | 50"0        |      |
| 1950 | Europei                       | Bruxelles | 200 metri             | Bronzo    | 25"0        |      |
| 1950 | Europei                       | Bruxelles | Staffetta 4×100 metri | Oro       | 47"4        |      |